# Promi ärgere Dich nicht
Promi ärgere Dich nicht ist eine Spielshow, die von GRUNDY Light Entertainment produziert wurde. Moderatoren waren Hella von Sinnen und Hugo Egon Balder. Die Erstausstrahlung erfolgte am 27. Dezember 2005 in Sat.1. Weitere drei Folgen liefen am 28. Dezember 2006, 31. Oktober 2007 und 5. Januar 2008.

## Showkonzept
Die Show ist eine Anlehnung an das Gesellschaftsspiel Mensch ärgere Dich nicht. Dieses gilt als Urform aller Laufspiele und wird in zahllosen Variationen in vielen Kulturen der Erde gespielt, so etwa in Großbritannien unter dem Namen Ludo, in den USA als Parcheesi und in der Schweiz als Eile mit Weile. Das Spiel wurde abgesetzt.
In der Fernsehvariante kämpfen vier Prominententeams zu je vier Personen gegeneinander auf einem überdimensionalen Spielfeld. Ein Promi hat dabei die Funktion des Teamchefs, die anderen drei sind die „Spielfiguren“ auf dem Feld, die sich nach seiner Anweisung bewegen. Auch sogenannte Aktionsfelder warten auf die Promis. Die vier Teamchefs sitzen an einem Spieltisch am Rande des Spielfeldes. Wer es als Erster schafft, alle seine Spielfiguren ins Ziel zu bringen, gewinnt die mit 10.000 Euro dotierte „Promi Ärgere Dich Nicht-Trophäe“. Der Geldpreis geht dabei an die Zuschauer im Studio, die hinter dem Siegerteam sitzen. Das Studiopublikum wird dazu auf die vier Spielfarben aufgeteilt.
Das 18 × 18 Meter große Spielbrett besteht aus 32 Spielfeldern, von denen vier als Aktionsfelder gekennzeichnet sind. Auf der zentralen Aktionsfläche müssen die Prominenten diverse Aktionen absolvieren. Ähnlich einer Arena sitzt das Publikum um das Spielbrett herum.
In der dritten und vierten Ausgabe der Show wurden sogenannten Katapultfelder eingeführt. Betritt ein Spieler ein solches Feld, darf er vier Felder vorrücken.
Damit die Prominenten auch als Spielfiguren zu erkennen sind, tragen sie kegelförmige Kostüme, jeweils in der Farbe ihres Teams (rot, grün, gelb, blau). Diese Kostüme sind von der Form her eine Anlehnung an die bekannten „Hütchen“ aus dem Brettspiel Mensch ärgere dich nicht.

## Spielregeln
Zu Beginn der Show stellen die Kapitäne ihre Teams zusammen. Dazu wählen sie aus eine Gruppe von zwölf Prominenten nacheinander jeweils einen Spieler. Nach der Wahl begeben sich die Teams auf ein Sofa in ihrer Ecke und warten dort auf den Spielbeginn.
Nacheinander würfeln dann die Teamchefs jeweils einmal mit einem Würfel. Wer die höchste Zahl gewürfelt hat, beginnt dann mit dem Würfeln. Er hat drei Versuche, eine „6“ zu würfeln. Erst mit dem Würfeln einer „6“ kann er eine Figur auf das Startfeld setzen, nochmals würfeln und seine Figur um die gewürfelte Augenzahl in Pfeilrichtung auf der Laufbahn vorwärts setzen.
Eigene und fremde Figuren können übersprungen werden, die besetzten Felder werden aber mitgezählt. Wer mehrere Spielfiguren auf der Laufbahn stehen hat, kann sich aussuchen, mit welcher Figur er weiterzieht. Wer mit dem letzten Punkt seiner Augenzahl auf ein Feld trifft, das von einer fremden Spielfigur besetzt ist, schlägt diese Figur und setzt seine eigene Figur auf ihren Platz. Geschlagene Spieler müssen zurück auf das Sofa ihrer Farbe. Eigene Figuren können nicht geschlagen werden, der Teamchef muss dann mit einer anderen Figur ziehen, da auf jedem Feld immer nur eine Spielfigur stehen darf. So lange noch weitere Figuren auf der Bank auf ihren Spieleinsatz warten, darf keine eigene Figur auf dem Startfeld stehen bleiben. Sie muss das Feld frei machen, sobald sie die Möglichkeit dazu hat. Die Figuren, die auf der Bank sitzen, können nur mit einer „6“ ins Spiel gebracht und damit auf das Startfeld gesetzt werden.
Besonderheiten der Würfelzahl 6:
Wer eine „6“ würfelt, hat in jedem Fall einen weiteren Wurf frei. Erzielt er dabei wieder eine „6“, darf er erneut nach dem Ziehen würfeln. Bei einer „6“ muss man eine neue Figur ins Spiel bringen, so lange noch Spielfiguren auf der eigenen Bank sitzen. Die neue Spielfigur wird dann auf das Startfeld der eigenen Farbe gestellt. Ist dieses Feld noch von einer anderen eigenen Spielfigur besetzt, muss diese Figur erst mit der „6“ weiterziehen. Steht dagegen eine fremde Figur auf dem Startfeld, wird sie geschlagen. Wer eine „6“ würfelt und keine Figur mehr auf der Bank sitzen hat, darf mit einer seiner Figuren auf der Laufbahn sechs Felder weiterziehen und dann noch einmal würfeln. Wer mit einer „6“ seine letzte Figur ins Ziel bringt, braucht nicht noch einmal zu würfeln.
Betreten des Hauses:
Wer mit einer Spielfigur die ganze Laufbahn einmal vollständig durchlaufen hat, zieht mit ihr auf die Zielfelder des Hauses seiner Farbe vor. Auch die Zielfelder werden beim Vorrücken einzeln gezählt. (Wer also beispielsweise direkt vor seinem Haus steht, kommt mit einer „1“ nur auf das Feld a, mit einer „2“ nur auf das Feld b usw. Spielfiguren können übersprungen werden.) Fremde Häuser darf man nicht betreten.
Ende des Spiels:
Der Teamchef, der als Erster alle seine Spielfiguren in sein Haus gebracht hat, gewinnt das Spiel.
Diese Regeln decken sich weitgehend mit den bekannten Regeln des Spiels Mensch ärgere Dich nicht.
Folgende Ergänzungen wurden für die Fernsehshow vorgenommen:
Auf dem Spielbrett gibt es „Aktionsfelder“, auf denen Überraschungen auf die Prominenten warten, die sie über sich ergehen lassen müssen. Dies können Actionspiele aber auch Wortspiele sein. Bestehen die Prominenten diese Spiele, darf ihr Teamkapitän nochmals würfeln.
Bei einer „Powerrunde“ werden Aktionsfelder zu normalen Spielfeldern, das heißt, es finden keine Aktionen statt.
Hat ein Team keine Figur auf dem Spielfeld, darf der Teamchef dreimal würfeln, um mit einer „6“ wieder eine Figur ins Feld zu bringen.
In der dritten und vierten Ausgabe der Show wurden dann sogenannte Katapultfelder eingeführt. Betritt ein Spieler ein solches Feld, darf er vier Felder vorrücken.

## Teilnehmende Prominente
| Erste Sendung - Jürgen von der Lippe (Teamchef „Blau“ und Sieger) - Heinz Hoenig (Teamchef „Rot“) - Janine Kunze (Teamchefin „Grün“) - Georg Uecker (Teamchef „Gelb“) - Kim Fisher (Blau) - Olivia Jones (Blau) - Shirin Soraya (Blau) - Volker „Zack“ Michalowski (Rot) - Lou Richter (Rot) - Lucy Diakovska (Rot) - Gülcan Kamps (Grün) - Laura Osswald (Grün) - Axel Schulz (Grün) - Bernhard Hoëcker (Gelb) - Michael Kessler (Gelb) - Hubertus Regout (Gelb) | Zweite Sendung - Guido Cantz (Teamchef „Grün“ und Sieger) - Mike Krüger (Teamchef „Blau“) - Jenny Elvers-Elbertzhagen (Teamchefin „Gelb“) - Tim Sander (Teamchef „Rot“) - Tetje Mierendorf - Miriam Pede - Alida-Nadine Lauenstein - Collien Fernandes - Jana Ina Zarrella - Giovanni Zarrella - Matze Knop - Oliver Petszokat - Bürger Lars Dietrich - Markus Majowski - Ralf Richter - Cindy aus Marzahn                       |
| Dritte Sendung - Karl Dall (Teamchef „Rot“ und Sieger) - Barbara Eligmann (Teamchefin „Blau“) - Mario Barth (Teamchef „Gelb“) - Mariella Ahrens (Teamchefin „Grün“) - Ben - Guildo Horn - Oliver Petszokat - Toni Polster - Fiona Erdmann - Charlotte Engelhardt - Dolly Buster - Sandra Völker - Jan Hahn - Norbert Heisterkamp - John Friedmann (alias „Erkan“) - Florian Simbeck (alias „Stefan“)                                                              | Vierte Sendung - Claude-Oliver Rudolph (Teamchef „Grün“ und Sieger) - Estefania Küster (Teamchefin „Rot“) - Ingo Lenßen (Teamchef „Blau“) - Gitte Haenning (Teamchefin „Gelb“) - Jürgen Drews - Annemarie Warnkross - Olivia Jones - Nina Vorbrodt - Torsten Heim (alias „Toto“) - Thomas Weinkauf (alias „Harry“) - Bürger Lars Dietrich - Marco da Silva - Nadine Krüger - Gabi Decker - Jana Ina Zarrella - Giovanni Zarrella |

## Einschaltquoten
| Ausgabe | Datum         | Zuschauer | Zuschauer       | Marktanteil | Marktanteil     | Quelle |
| Ausgabe | Datum         | Gesamt    | 14 bis 49 Jahre | Gesamt      | 14 bis 49 Jahre | Quelle |
| ------- | ------------- | --------- | --------------- | ----------- | --------------- | ------ |
| 1       | 27. Dez. 2005 | 5,32 Mio. | 3,12 Mio.       | 15,6 %      | 22,2 %          | [ 2 ]  |
| 2       | 28. Dez. 2006 | 3,53 Mio. | 1,95 Mio.       | 11,0 %      | 14,8 %          | [ 3 ]  |
| 3       | 31. Okt. 2007 | 2,42 Mio. | 1,34 Mio.       | 8,6 %       | 11,7 %          | [ 4 ]  |
| 4       | 5. Jan. 2008  | 2,82 Mio. | 1,43 Mio.       | 9,1 %       | 11,9 %          | [ 5 ]  |